# Umbrella Academy (série télévisée)
Pour le comics éponyme, voir Umbrella Academy.
Umbrella Academy (The Umbrella Academy) est une série télévisée américaine développée par Steve Blackman et mise en ligne entre le 15 février 2019 et 8 août 2024 sur Netflix. Il s'agit d'une adaptation de la série de bandes dessinées du même nom, créée par Gerard Way et Gabriel Bá et publiée par Dark Horse Comics. L'intrigue tourne autour d'une famille dysfonctionnelle de super-héros qui se réunissent pour résoudre le mystère de la mort de leur père, la menace de l'apocalypse, etc. La série est produite par Borderline Entertainment, Dark Horse Entertainment et Universal Cable Productions.
Les acteurs principaux sont Elliot Page (sous le nom Ellen Page jusqu'en 2020), Tom Hopper, David Castañeda, Emmy Raver-Lampman, Robert Sheehan, Aidan Gallagher et Justin H. Min. L'adaptation a débuté en 2011 sous la forme d'un film optionnel d'Universal Pictures. Cependant, elle a finalement été abandonnée au profit d'une série télévisée en 2015, avant d'être officiellement approuvée par Netflix en juillet 2017. Le tournage a lieu à Toronto, en Ontario.
Les critiques l'ont accueillie favorablement, notamment en ce qui concerne la distribution et les éléments visuels de la série, bien que le ton et le rythme aient été critiqués. En avril 2019, Netflix signale que 45 millions de téléspectateurs avaient regardé la première saison au cours de son premier mois de publication.
Trois saisons de dix épisodes chacune ont été diffusées depuis la première en 2019. La dernière saison comporte quant à elle 6 épisodes.

## Synopsis
En octobre 1989, au même moment 43 femmes à travers le monde donnent naissance à un enfant doté de capacités extraordinaires, le problème étant qu’aucune d'entre elles n'est tombée enceinte. Sir Reginald Hargreeves, inventeur milliardaire, adopte sept d'entre eux et fonde l'Umbrella Academy dans le but de « protéger le monde ».
Les enfants grandissent et accumulent les exploits au sein de l'Umbrella Academy. Mais le groupe finit par être dissous. 17 ans plus tard, ils se retrouvent pour l'enterrement de leur père adoptif, ils apprennent alors que l'apocalypse aura lieu dans huit jours.
Lors de la deuxième saison, qui suit directement les péripéties de la précédente, les membres de l'Umbrella Academy se retrouvent projetés en 1963, tous à un moment différent de l'année, mais convergeant vers la même date : le 22 novembre 1963 à Dallas et l'assassinat de John F. Kennedy. Si ce dernier n'est pas assassiné, une nouvelle apocalypse guette le monde. On suit donc Cinq, Luther, Diego, Klaus, Allison et Vanya à travers leur combat contre la Commission et sa patronne la Directrice, et leurs efforts pour éviter cette nouvelle apocalypse.
Durant la saison trois, nous retrouvons nos six héros coincés dans une nouvelle réalité à la suite des différents évènements de 1963, et ils doivent alors faire face à la Sparrow Academy. Malheureusement, la fin du monde approche encore une fois et, malgré leur différends, les deux familles (La Umbrella Academy et la Sparrow Academy) doivent unir leurs forces pour sauver le monde une troisième fois. Malheureusement, rien ne se passe jamais comme prévu avec la Umbrella Academy.

## Distribution

### Acteurs principaux
| Acteurs            | VF                  | Personnages                                        | Saisons    | Saisons    | Saisons    | Saisons    |
| Acteurs            | VF                  | Personnages                                        | Saison 1   | Saison 2   | Saison 3   | Saison 4   |
| ------------------ | ------------------- | -------------------------------------------------- | ---------- | ---------- | ---------- | ---------- |
| Ellen/Elliot Page  | Jessica Monceau     | Vanya Hargreeves / Numéro 7                        | Principal  | Principal  | Principal  | Principal  |
| Tom Hopper         | Bertrand Nadler     | Luther Hargreeves / Numéro 1                       | Principal  | Principal  | Principal  | Principal  |
| David Castaneda    | Stéphane Fourreau   | Diego Hargreeves / Numéro 2                        | Principal  | Principal  | Principal  | Principal  |
| Emmy Raver-Lampman | Flora Brunier       | Allison Hargreeves / Numéro 3                      | Principale | Principale | Principale | Principale |
| Robert Sheehan     | Donald Reignoux     | Klaus Hargreeves / Numéro 4                        | Principal  | Principal  | Principal  | Principal  |
| Aidan Gallagher    | Benjamin Bollen     | Cinq Hargreeves / Numéro 5                         | Principal  | Principal  | Principal  | Principal  |
| Colm Feore         | Frédéric Cerdal     | Sir Reginald Hargreeves                            | Principal  | Principal  | Principal  | Principal  |
| Adam Godley        | Yann Guillemot      | Phinneus Pogo                                      | Principal  | Principal  | Principal  | Principal  |
| Justin H. Min      | Julien Crampon      | Ben Hargreeves / Numéro 6 puis Numéro 2            | Récurrent  | Principal  | Principal  | Principal  |
| Ritu Arya          | Sandra Valentin     | Lila Pitts                                         |            | Principale | Principale | Principale |
| Génesis Rodríguez  | Cindy Tempez        | Sloane Hargreeves / Numéro 5                       |            |            | Principale |            |
| John Magaro        | Vincent de Boüard   | Leonard Peabody/Harold Jenkins                     | Principal  |            |            |            |
| Mary J. Blige      | Laura Zichy         | Cha-Cha                                            | Principale |            |            |            |
| Cameron Britton    | Frédéric Souterelle | Hazel                                              | Principal  |            |            |            |
| Kate Walsh         | Marie-Ève Dufresne  | "La gestionnaire" / La directrice de La Commission | Récurrent  | Principale | Invitée    |            |
| Yusuf Gatewood     | Franck Sportis      | Raymond Chestnut                                   |            | Principal  | Récurrent  |            |
| Marin Ireland      | Ingrid Donnadieu    | Sissy Cooper                                       |            | Principale | Invitée    |            |
| Britne Oldford     | Aurélie Konaté      | Fei Hargreeves / Numéro 3                          |            |            | Principale |            |
| Rachel Delduca     |                     | Dolores                                            |            |            |            | Récurrente |
| Megan Mullaly      | Brigitte Aubry      | Dr Jean Thibedeau                                  |            |            |            | Récurrente |

- Elliot Page (VF : Jessica Monceau) : Vanya Hargreeves alias « Numéro 7 / Le Violon Blanc »
- Tom Hopper (VF : Bertrand Nadler) : Luther Hargreeves alias « Numéro 1 / Spaceboy »
- David Castañeda (VF : Stéphane Fourreau) : Diego Hargreeves alias « Numéro 2 / Kraken »
- Emmy Raver-Lampman (VF : Flora Brunier) : Allison Hargreeves alias « Numéro 3 / Rumeur »
- Robert Sheehan (VF : Donald Reignoux) : Klaus Hargreeves alias « Numéro 4 / Séance »
- Aidan Gallagher (VF : Benjamin Bollen) : Cinq Hargreeves alias « Numéro 5 / The Boy »
- Adam Godley (VF : Yann Guillemot) : Phinneus Pogo
- Colm Feore (VF : Frédéric Cerdal) : Sir Reginald Hargreeves / « The Monocle »
- Justin H. Min (VF : Julien Crampon) : Ben Hargreeves alias « Numéro 6 / L'Horreur » puis « Numéro 2 » (depuis la saison 2, récurrent saison 1)
- Ritu Arya (VF : Sandra Valentin) : Lila Pitts (depuis la saison 2)
- Génesis Rodríguez (VF : Cindy Tempez) : Sloane Hargreeves alias « Numéro 5 » (saison 3)

Anciens acteurs principaux
- John Magaro (VF : Vincent de Bouard) : Leonard Peabody / Harold Jenkins (saison 1)
- Mary J. Blige (VF : Laura Zichy) : Cha-Cha (saison 1)
- Cameron Britton (VF : Frédéric Souterelle) : Hazel (saison 1, invité saison 2)
- Kate Walsh (VF : Marie-Ève Dufresne) : « La gestionnaire » / La directrice de La Commission (récurrente saison 1, principale saison 2, invitée saison 3, apparition saison 4)
- Yusuf Gatewood (VF : Franck Sportis) : Raymond Chestnut (saison 2, récurrent saison 3)
- Marin Ireland (VF : Ingrid Donnadieu) : Sissy Cooper (saison 2, invitée saison 3)
- Britne Oldford (VF : Aurélie Konaté) : Fei Hargreeves alias « Numéro 3 » (saison 3)

### Acteurs récurrents

#### Introduits lors de la première saison
- Jordan Claire Robbins (VF : Jessie Lambotte) : Grace Hargreeves / Maman
- T.J. McGibbon (VF : Élodie Menant) : Vanya Hargreeves (enfant) (saisons 1 et 2)
- Cameron Brodeur (VF : Enzo Ratsito) : Luther Hargreeves (enfant) (saisons 1 et 2)
- Blake Talabis (VF : Oscar Douieb) : Diego Hargreeves (enfant) (saisons 1 et 2)
- Eden Cupid (VF : Fanny Bloc) : Allison Hargreeves (enfant) (saisons 1 et 2)
- Dante Albidone (VF : Yohann Lévy) : Klaus Hargreeves (enfant) (saisons 1 et 2)
- Ethan Hwang (VF : Julien Crampon) : Ben Hargreeves (enfant) (saisons 1 et 2)
- Sheila McCarthy (VF : Véronique Borgias) : Agnes, la vendeuse de Griddy's Doughnuts (saison 1)
- Ashley Madekwe (VF : Sandra Valentin) : détective Eudora Patch (saison 1)
- Peter Outerbridge : Le Chauffeur (saison 1)
- Rainbow Sun Francks (VF : Christophe Desmottes) : détective Chuck Beaman (saison 1)
- Matt Biedel : Sergent Dale Chedder (saison 1)
- Cody Ray Thompson : Dave (saison 1)
- Ken Hall (VF : Guy Vouillot) : Herb (saison 2, invité saison 1 et 3)
- Patrice Goodman (VF : Virginie Gritten) : Dot (saison 2, invitée saisons 1 et 3)

#### Introduits lors de la deuxième saison
- Kevin Rankin (VF : Julien Sibre) : Elliott (saison 2)
- Justin Paul Kelly : Harlan Cooper (saison 2)
- John Kapelos (VF : Lionel Tua) : Jack Ruby (saison 2)
- Calem MacDonald (VF : Romain Altché) : Dave (jeune) (saison 2)
- Kristen Holden-Ried : Axel (saison 2)
- Jason Bryden : Otto (saison 2)
- Tom Sinclair : Oscar (saison 2)
- Stephen Bogaert (VF : Yann Guillemot) : Carl Cooper (saison 2)
- Dov Tiefenbach (en) (VF : Vincent De Bouard) : Keechie (saison 2)
- Robin Atkin Downes : AJ Carmichael, le nouveau directeur de La Commission (saison 2)

#### Introduits lors de la troisième saison
- Justin Cornwell (en) (VF : Eilias Changuel) : Marcus Hargreeves alias « Numéro 1 »
- Jake Epstein (VF : Benjamin Pascal) : Alphonso Hargreeves alias « Numéro 4 »
- Cazzie David (en) (VF : Louise Emma Morel) : Jayme Hargreeves alias « Numéro 6 »
- Javon Walton (VF : Tom Trouffier) : Stanley « Stan »
- Julian Richings (VF : Claude Larry) : Chet Rodo
- Callum Keith Rennie (VF : Guillaume Orsat) : Lester Pocket / Harlan Cooper

#### Version française
- Société de doublage français : Deluxe Media Paris[1],[2]
- Direction artistique : Laurent Dattas[1],[2]
- Adaptation : Margaux Didier et Julien Notais[2]

 Source et légende : version française (VF) sur RS Doublage, Doublage Séries Database et le carton de doublage en fin d'épisode sur Netflix.

## Production

### Développement
Une adaptation cinématographique du comic book Umbrella Academy est envisagée par Universal Studios. Mark Bomback est engagé pour écrire le scénario avant d’être remplacé par Rawson Marshall Thurber en 2010. Il y a eu peu de discussions sur le film depuis et aucune date de sortie n'a été fixée. Récemment, dans une interview avec Newsarama au New York Comic Con en 2012, Gerard Way a mentionné qu'ils y avaient eu de « bonnes discussions » et un « très bon script », mais que c'était « pas assez à la hauteur de l'univers ».
Le 7 juillet 2015, il est annoncé qu'une adaptation télévisée de Umbrella Academy est envisagé à la place du film et sera produite par Universal Cable Productions. Le 11 juillet 2017, Netflix commande la série et annonce une diffusion probable en 2018, Gerard Way est annoncé comme producteur exécutif de la série. Jeremy Slater écrira le pilote de la série et Steve Blackman en sera le showrunner.
Le 2 avril 2019, Netflix renouvelle la série pour une deuxième saison, dont le tournage a débuté en mai 2019 et est diffusé depuis le 31 juillet 2020.
En novembre 2020, Netflix renouvelle la série pour une troisième saison, elle est diffusée à partir du 22 juin 2022.
Le 25 août 2022, la série est renouvelée pour une quatrième et dernière saison qui ne sera composée que de six épisodes (contre dix habituellement), et sera diffusée le 8 août 2024.

### Casting
Le 9 novembre 2017, Elliot Page (alors Ellen Page) est le premier à rejoindre la distribution principale de la série pour interpréter Viktor Hargreeves (encore connu sous le nom de Vanya Hargreeves à ce moment). Quelques jours après, il est rejoint par Tom Hopper pour le rôle de Luther Hargreeves; Robert Sheehan pour le rôle de Klaus Hargreeves; Emmy Raver-Lampman pour le rôle Allison Hargreeves; David Castañeda pour le rôle de Diego Hargreeves et Aidan Gallagher pour le rôle de Numéro Cinq.
Début février 2018, Mary J. Blige rejoint la distribution pour interpréter Cha-Cha, une tueuse psychopathe. Quelques jours après, c'est au tour de Cameron Britton de rejoindre le casting pour interpréter Hazel, le partenaire de Cha-Cha, accro aux sucreries, le même jour il est également annoncé que Colm Feore, Adam Godley et Ashley Madekwe rejoignaient la distribution pour interpréter respectivement sir Reginald Hargreeves, le père adoptif des héros, Pogo le chimpanzé doué d'intelligence et Patch une détective qui enquête sur la famille Hargreeves.
En mars 2018, il est annoncé que John Magaro rejoint la distribution pour interpréter Leonard Peabody.
En mai 2018, Kate Walsh rejoint la distribution pour interpréter une gestionnaire.
En septembre 2019, il est annoncé que Ritu Arya, Yusuf Gatewood et Marin Ireland rejoignent la distribution de la deuxième saison.
Le 11 janvier 2021, il est annoncé que Justin Cornwell (en), Britne Oldford, Génesis Rodríguez, Cazzie David, et Jake Epstein rejoignent la distribution de la troisième saison pour interpréter les membres de la Sparrow Academy. Cependant ces derniers quittent tous le casting pendant la saison.
À la fin de l'épisode Oblivion de la saison 3, on peut apercevoir l'ajout au casting de l'actrice américaine Rachel Delduca.

### Tournage
Le tournage de la première saison a commencé le 15 janvier 2018 à Toronto en Ontario et s'est achevé le 18 juillet 2018.
Le tournage de la deuxième saison a commencé le 2 juin 2019. Le 23 novembre 2019, le showrunner Steve Blackman a annoncé que le tournage avait pris fin.

### Effets visuels
Les effets visuels de la série sont gérés par Spin VFX.

## Personnages

### Umbrella Academy

#### Viktor Hargreeves alias«Numéro 7 / Le Violon Blanc» anciennement Vanya Hargreeves
D’origine russe, Viktor a été élevé séparément de ses frères et sœur sous prétexte qu’il n’avait pas de pouvoirs. Premier à quitter la famille, il a publié un livre sur sa vie qui l’a mis au ban de la famille. Violoniste, il donne aussi des leçons à des particuliers, se contentant d’une vie simple et sans ambition autre que d’avoir un minimum d’attention de la part des autres enfants Hargreeves.
Viktor se révèle avoir eu des pouvoirs mais jugé trop instable et trop puissant, il fut drogué et sa mémoire altérée pour cacher ses capacités.
Il est capable d’user des sons ambiants pour en faire des vagues d’énergie dévastatrices.
Assigné de genre féminin à la naissance, il révèle son identité de genre masculine au cours de la saison 3.

#### Luther Hargreeves alias«Numéro 1 / Spaceboy»
Force de frappe du groupe, Luther est le dernier membre à être resté dans l’équipe. Mortellement blessé au cours de sa dernière mission, il a bénéficié des soins de son père mais son corps a été changé pour devenir celui d’un gorille, qu’il tente de cacher sous des vêtements amples.
Son père l’a par la suite envoyé sur la Lune sous le prétexte de prélever à intervalle régulier des échantillons mais en réalité pour le cacher aux yeux du monde.

#### Diego Hargreeves alias«Numéro 2 / Kraken»
À l’aise avec son corps et doté d’une volonté de fer, Diego est un expert en maniement d’armes blanches dont il peut contrôler parfaitement les trajectoires. Il porte uniquement une tenue de cuir noir et n’a que peu de respect pour les lois et les procédures. Diego est aussi un détective expérimenté à la suite de sa courte carrière dans la police.

#### Allison Hargreeves alias«Numéro 3 / Rumeur»
La jeune femme est très belle et elle le sait. Après son départ du groupe, Allison est devenue une star du cinéma, ce qui lui a donné une certaine expérience de ce milieu où nagent de dangereux requins. Son mariage s’est conclu par un divorce médiatique et elle a perdu tout droit de visite pour sa fille après avoir été surprise à user de ses pouvoirs sur elle.
Allison peut influer les gestes des gens à qui elle parle si elle commence sa phrase par « j’ai entendu une rumeur… »

#### Klaus Hargreeves alias«Numéro 4 / Séance»
Klaus est devenu le mouton noir de la famille. Son père l’a enfermé régulièrement dès ses 13 ans dans des mausolées pour affiner son pouvoir de communiquer avec les morts. Il déteste ses pouvoirs et il a commencé à se droguer quand il s’est aperçu que la drogue et l’alcool les neutralisent.
Ayant rencontré son père dans l’au-delà, il apprend qu’il n’a fait qu’effleurer ses vraies capacités et sa nouvelle sobriété lui permet de donner un corps physique et tangible aux fantômes. Par la suite, il se rend compte qu'il est immortel.

#### «Numéro 5 / Cinq»
Capable de se téléporter sur de courtes distances, Cinq a acquis aussi la capacité de voyager dans le temps, ce que son père lui a formellement interdit de faire. Désobéissant, Cinq saute vers le futur mais arrivé au moment où le monde a été détruit, il se rend compte qu’il ne peut plus retourner vers le passé. Forcé de vivre seul au milieu des ruines, il passe 40 ans isolé avant de devenir un tueur au service de la Commission. Ayant travaillé en secret sur ses capacités, il retourne au présent mais une erreur de calcul lui rend son corps de ses 13 ans.

#### Pogo
Chimpanzé intelligent et humanisé, Pogo est le vieux serviteur fidèle de Reginald. Il se désespère de voir que, malgré la mort de leur père, les enfants Hargreeves sont incapables de s’entendre. Ayant été complice de la mutilation subie par Viktor, il est tué par celui-ci.

#### Sir Reginald Hargreeves
Multi-milliardaire excentrique et rigide, Reginald cache soigneusement ses origines étranges. Ayant localisé sept enfants nés miraculeusement, il en fait ses enfants adoptifs et les entraine pour en faire une équipe de super-héros. Il se montre malgré tout incapable de négocier l’entrée dans leurs vies d’adultes et tous finissent par lui tourner le dos à l’exception de Luther. Ayant su on ne sait comment qu'une catastrophe doit détruire la Terre, il se suicide pour forcer ses enfants à se retrouver enfin à l’occasion de ses funérailles pour tenter de sauver le monde.

#### Ben Hargreeves alias«Numéro 6 / L'Horreur»
Ben est mort adolescent dans des circonstances encore inconnues. Avant son décès, il possédait quatre tentacules dans son ventre qui lui permettaient de se battre. Son esprit rôde toujours dans le manoir où seul Klaus peut interagir avec lui quand il est dans ses rares moments de sobriété.

#### Grace Hargreeves / Maman
Conçue par Reginald, Grace est une androïde capable de résister aux assauts des pouvoirs des enfants pour qui elle devient une mère de substitution. Elle est chargée de l’entretien, de la cuisine ainsi que des premiers soins à administrer.

### Commission

#### La directrice deLa Commission
D’origine et de nom inconnus, la Directrice met tout son zèle à accomplir sa tâche qui consiste à protéger le passé et faire en sorte que ce qui doit arriver arrive, y compris les pires catastrophes.

#### Cha-Cha
Chacha est une tueuse au service de la Commission, aimant beaucoup son travail malgré les inconvénients financiers que cela lui apporte. Elle n’hésite pas à tuer Patch et à menacer Hazel de mort quand ce dernier veut quitter ses fonctions.

#### Hazel
Tueur professionnel, il est aussi très à cheval sur les procédures et se plaint régulièrement des fonctionnaires qui selon lui ne connaissent pas la réalité du terrain. Il tombe amoureux d’Agnès et décide de tout plaquer pour vivre avec elle malgré les dangers encourus pour eux deux.

#### Lila
Recueillie par la Directrice après qu'elle a ordonné la mort de ses parents, Lila est entraînée à devenir une tueuse par sa mère. Au cours de la saison 2, elle a une liaison avec Diego.
Ayant appris la vérité sur le sort de ses parents ainsi que sur les plans de la Directrice, Lila rejoint la Umbrella Academy en tant qu'alliée.

### Famille Cooper

#### Carl Cooper
Vendeur ambulant résidant à Dallas, époux de Sissy et père de Harlan, il recueille une Vanya amnésique après qu'elle soit arrivée à Dallas. Il est tué par Harlan, qui ne pouvait pas contrôler ses pouvoirs.

#### Sissy Cooper /
Épouse de Carl et mère de Harlan, tombe amoureuse de Vanya.
Après la mort de Carl, elle doit fuir avec son fils et changer de nom.

#### Harlan Cooper / Lester Pocket
Fils de Carl et Sissy, il est atteint de troubles autistiques et est fasciné par la musique. Sauvé de la noyade par Vanya, il reçoit une partie de ses pouvoirs. Lors d'une dispute entre ses parents, il tue accidentellement son père.
En cavale avec sa mère, il change de nom, ayant des difficultés à s'intégrer à cause de ses pouvoirs.
Le 1er octobre 1989, lorsque sa mère meurt d'un cancer, il perd le contrôle de ses pouvoirs et tue les mères des membres de la Umbrella Academy.
Au cours de la saison 3, il retrouve Vanya, devenue Viktor, dans l'espoir que ses pouvoirs lui soient ôtés.
Lorsqu'elle apprend qu'il est la cause de l'inexistence de sa fille Claire, Allison le tue avant de le livrer à la Sparrow Academy.

### Autres

#### Leonard Peabody / Harold Jenkins
Né le même jour que les enfants du Miracle mais de façon normale, Harold a toujours rêvé d’intégrer l’académie malgré sa normalité. Orphelin de mère, il est publiquement humilié par Reginald et conçoit depuis ce jour une haine intense pour la famille. Il tue son père de colère et sort de prison après 12 ans de réclusion. Il se procure, grâce à un Klaus drogué, un livre important de Reginald qu'il utilise pour manipuler Viktor et lui faire prendre conscience de ses capacités. Il n’hésite pas pour cela à tuer tous ceux dont la mort pourrait lui être utile. Viktor finit par le tuer.

#### Agnes
La vendeuse de Griddy's Doughnuts, dans sa cinquantaine, Agnès porte son commerce grâce à ses talents de cuisinière. Elle attire l’œil de Hazel mais se montre sensible en retour à son charme. Passionnée d’ornithologie, elle accepte de tout quitter pour suivre ce dernier, lui pardonnant son passé de tueur.

#### Détective Eudora Patch
Inspectrice ordinaire, Eudora a été la petite amie de Diego avant son renvoi de la police. Elle tente régulièrement de lui faire comprendre l’importance de respecter les lois et les procédures tout en appelant son ex à l’aide en cas de vrai besoin urgent. Elle est tuée par Chacha quand elle tente de délivrer seule Klaus, retenu comme otage.

## Épisodes

### Première saison (2019)
Une première saison a été commandée par Netflix en 2017, pour une diffusion le 15 février 2019.
1. On ne se voit qu'aux mariages et aux enterrements (We Only See Each Other at Weddings and Funerals)
2. Cours ! (Run Boy Run)
3. Extra ordinaire (Extra Ordinary)
4. L'Homme sur la Lune (Man on the Moon)
5. Numéro cinq (Number Five)
6. Le jour que l'on attend (The Day That Wasn't)
7. Le jour que l'on regrette (The Day That Was)
8. J'ai entendu une rumeur (I Heard a Rumor)
9. Changements (Changes)
10. Le Violon blanc (The White Violin)

### Deuxième saison (2020)
Le 2 avril 2019, Netflix renouvelle la série pour une deuxième saison intitulée Mercury, elle est diffusée le 31 juillet 2020 sur la plateforme.
1. Retour à la case départ (Right Back Where we Started)
2. Les Frankel (The Frankel Footage)
3. Les Suédois (The Swedish Job)
4. Les Douze Magnifiques (The Majestic 12)
5. Valhalla (Valhalla)
6. Un dîner léger (A Light Supper)
7. Öga för Öga (Öga för Öga)
8. Les sept phases (The Seven Stages)
9. 743 (743)
10. La fin de quelque chose (The End of Something)

### Troisième saison (2022)
Le 10 novembre 2020, Netflix renouvelle la série pour une troisième saison , elle est diffusée le 22 juin 2022.
1. Mes enfants (Meet the Family)
2. La Plus Grosse Pelote de ficelle du monde (The World's Biggest Ball of Twine)
3. Les Éclairs de Lester (Pocket Full of Lightning)
4. Kugelblitz (Kugelblitz)
5. Un moindre mal (Kindest Cut)
6. Marigold (Marigold)
7. Auf Wiedersehen (Auf Wiedersehen)
8. Le Mariage de la fin du monde (Wedding at the End of the World)
9. Les Sept Cloches (Seven Bells)
10. Oblivion (Oblivion)

### Quatrième saison (2024)
Le 25 août 2022, il est annoncé que la saison 4 clôturera la série.
Netflix annonce le 15 février 2024 que la saison 4 sortira le 8 août 2024.
1. L'insoutenable tragédie des désirs satisfaits (The Unbearable Tragedy of Getting What you Want)
2. Jean et Gene (Jean and Gene)
3. Dans le ventre de la pieuvre (The Squid and The Girl)
4. La purge (The Cleanse)
5. Six ans, cinq mois et deux jours (Six Years, Five Months, and Two Days)
6. La fin du début (End of the Beginning)

## Réception

### Audiences
Le 16 avril 2019, Netflix a annoncé que la série avait été vue par plus de 45 millions de téléspectateurs sur son service au cours du premier mois après sa sortie.

### Réception critique
Pour l'agrégateur de critiques Rotten Tomatoes, la série détient une cote de popularité de 71 % avec une note moyenne de 7,13/10 basée sur 48 évaluations. Le site Web indique que : « Umbrella Academy déploie un récit original à l'émotion fugace et un ensemble irrésistiblement convaincant, mais l'austérité de son émotion se heurte souvent à son décorum, et son style voyant ». Metacritic, qui utilise une moyenne pondérée, a attribué à la série un score de 62 sur 100 sur la base de 18 critiques, indiquant « des critiques généralement favorables ».
Certains critiques ont fait remarquer des similitudes entre The Umbrella Academy, Doom Patrol de chez DC Comics et X-Men de chez Marvel Comics, à la fois positivement et négativement.
Le Conseil des députés des Juifs britanniques (en) a qualifié la série d'antisémite, citant l'utilisation du yiddish par le méchant.